# 導音
導音（どうおん、英: Leading-tone、独: Leitton）は、音階的には全音階の主音から短2度（半音）下の音、すなわち第ⅶ度音を指す。短調では和声的短音階、旋律的短音階上行形の第7音である。ハ長調ではロ、イ短調では嬰トの音である。
和声的には属和音、属七の和音など属和音類の第3音のみを指す。
これに対し、自然的短音階やその他の旋法における主音から長2度下の音を英語では「サブトニック（英: Subtonic）」と呼び、日本語では「下主音」と呼ばれることもある。